# Abraxas diastema
Abraxas diastema là một loài bướm đêm trong họ Geometridae.